# CentiPad humano (episodio de South Park)
«CentiPad Humano» (siendo su título original «HumancentiPad») es el primer episodio de la decimoquinta temporada de la serie animada South Park, y el episodio N.º 210 en general, escrito y dirigido por el cocreador de la serie Trey Parker. El episodio se estrenó en Comedy Central el 27 de abril de 2011 en Estados Unidos. En este episodio, Kyle es secuestrado después de haber aceptado el acuerdo de usuario de iTunes y es obligado a formar parte de un «nuevo y revolucionario producto» lanzado por la compañía Apple.

## Cronología
La historia comienza cuando Eric Cartman se burla de los demás estudiantes porque no poseen un iPad, pero su compañero Craig revela que Eric finge tener uno con un cristal de Apple en una tableta inteligente de otra marca. Kyle, Stan y Butters exigieron que Eric muestre su iPad, pero él se ha negado por una supuesta descarga de batería, Es así cuando Eric en estado molesto vuelve a casa para reclamarle a su madre por comprar un iPad genérico. Mientras tanto, Kyle había descargado una actualización de iTunes en su iPad aceptado el manual de los términos y condiciones sin haber leído primero, de repente llegan los agentes de Apple a que Kyle cumpla con las disposiciones descritas en el manual (se trata de acciones intrusivas sobre él), Kyle se negó y huye de los agentes evitando ser secuestrado, encontró refugio en un consultorio jurídico donde su papá Gerald Broflovski trabaja como abogado, los agentes de Apple también llegaron al sitio donde estaban Gerald y Kyle repentinamente y Gerald trata de impedir que los agentes de Apple Capturen a Kyle para llevarlo a lugar donde ellos están planeando y pensando en llevarlo pero uno de los agentes toma una pistola paralizante y electrocuta a Gerald dejándolo inconsciente en el proceso y los agentes terminan capturando a Kyle para ser encerrado en una celda donde estaban dos personas más, una chica americana y un japonés.
En la tienda Best Buy, Eric se mostraba entusiasmado por obtener el iPad, Liane Cartman no podía comprarle el dispositivo por el alto precio, pero buscó una alternativa como el Toshiba Handibook, Eric no aceptaba aquella tableta y su genio cambió comportándose de una manera abusiva contra su madre acusándole de “Joder”, creando una escena terrible en la tienda y haciéndola parecer una violadora de niños frente a todas las personas que estaban presente en la tienda y que estaban observándolo y como resultado. La Sra Cartman decidió no comprarle nada regresando a casa. En una reunión de empleados de Apple, Steve Jobs presenta el nuevo producto que revolucionará la industria donde Kyle y las otras dos personas están involucrados, denominado, el CENTiPAD HUMANO (basado en el Centípedo Humano), que comprenden los 3 personajes secuestrados en posición de 4 patas con las bocas cosidas al ano, el japonés va de frente con un iPhone pegado en la altura de su cabeza, Kyle se ubica en el centro y la chica en la parte trasera con un iPad conectado en su ano, todos comparten el tracto gástrico, Jobs hace práctica la fusión de los 3 personajes, Kyle intenta salirse del acuerdo y firmó un documento para quedar libre, pero una vez más sin haber leído aquel documento que no permitía salirse del acuerdo, causando una decepción por parte de Jobs.
Eric fue invitado en el programa del Dr. Phil para relatar la historia de su madre quien la califica de “jodedora”, terminado el acontecimiento, el Dr Phil otorgará un premio especial para Eric. Mientras tanto, Stan, Kenny y Butters junto con Gerald Broflovski acudieron a los genios en una sucursal de Apple para pedir liberar a su hijo (Kyle), entonces los agentes de Apple se dirigieron a la celda donde se encontraban las personas secuestradas, de inmediato, fueron llevados al hospital (en realidad es un simulador de un departamento médico) para una operación del tracto gastico, nuevamente, Kyle firma el acuerdo sin haber leído los términos, y sin darse cuenta de que está en la matriz de Apple donde Jobs seguía decepcionado por falta de atención en los acuerdos de la compañía.
Gerald y los demás seguían esperando una respuesta de los genios para soltar a Kyle, ellos resolvieron entregando un niño en reemplazo de Kyle, Stan y sus amigos no aceptaron y los genios debieron pedir ayuda a los demás genios, cuya comunicación los hacen con rayos de luz saliendo de sus bocas, luego jugaron a reventar burbujas de colores y finalmente se llegó a la conclusión de romper el acuerdo que Kyle tenía con Apple, con la condición que Gerald se afilie a la compañía, en un principio él se negaba porque es usuario de Windows, pero llegaron a un acuerdo en todos los términos del futuro proporcionados por los genios. En los exteriores del Best Buy, se hizo oficial el lanzamiento del premio que Eric esperaba por parte del Dr. Phil, una alianza entre Apple y la cadena de supermercados presentaron, el CENTiPAD HUMANO, a Eric le gustó mucho su premio calificando como el mejor regalo de su vida, sin embargo, agentes ordenaron a separar sus cuerpos porque el acuerdo que Kyle tenía con Apple ya no tenía validez, Jobs no estaba de acuerdo, pero Gerald le había explicado que es mejor usar dispositivos actuales y no del futuro, finalmente Jobs se puso de acuerdo con las nuevas reglas empleadas por los genios y decidió separar los cuerpos de Kyle y las demás personas, arruinando el regalo de Eric quien se enfureció con Dios tratándole también de jodedor, Eric se ganó el impacto de un rayo (supuestamente enviado por Dios) como castigo de su mal comportamiento, y acabó en una cama con su pie ensayado y elevado dentro del hospital con su mamá leyendo un libro
ignorandolo mientras el lloraba y gritaba por los malos momentos que el le había hecho pasar.